# لینگ جینگ-هوان
لینگ جینگ-هوان (انگلیسی: Ling Jing-huan؛ ۷ آوریل ۱۹۲۷ – ۱۴ ژوئیهٔ ۲۰۱۲) بازیکن بسکتبال اهل تایوان بود. وی در بازی‌های المپیک تابستانی ۱۹۵۶ شرکت کرده‌است.